# 库奥特拉
库奥特拉（西班牙語：Cuautla，西班牙语发音ˈkʷaʍt͡ɬa，意为“鹰盘旋的地方”），是墨西哥莫雷洛斯州的一个城市并且是州之下的市镇，位于墨西哥城以南104千米。人口位居州内第三，仅次于州府库埃纳瓦卡、休特佩克。  

## 历史
库奥特拉作为一座要塞，在墨西哥独立战争中从1812年2月19日至5月2日经历了惨烈的围攻战。
1829年4月4日建城。 
1910年开始的墨西哥革命，库奥特拉是埃米利亚诺·萨帕塔领导的墨西哥南方解放軍攻占的第一座城市。 

## 经济
为糖业中心。种植甘蔗历史可追溯到十七世纪。
现在建筑业发达，建筑业工人劳务输出到北美各地。
水泥工业发达，如Cemex与Moldes de Colima （页面存档备份，存于）。
外资企业聚集。包括 Walmart的山姆会员店、德国的大陆汽车公司投资设立分支机构。
众多温泉使其成为旅游胜地。   

## 天气
由于海拔1500米，全年气温均匀。日平均低温14 °C

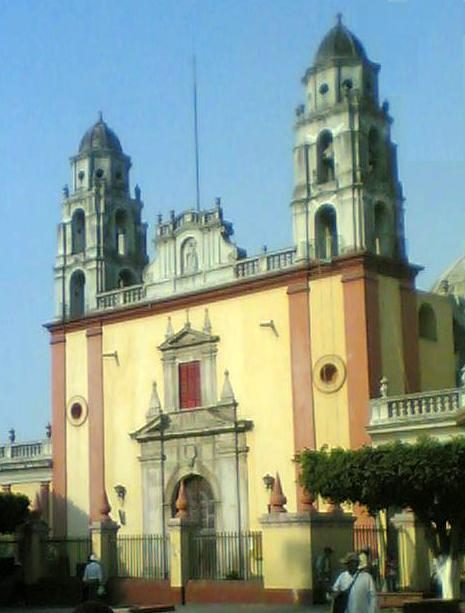
La Iglesia de Santiago Apostol

## 源
（西班牙文）
- 2005 Census population data statistics INEGI: Instituto Nacional de Estadística, Geografía e Informática (National Institute of Statistics, Geography, and Information)
- Morelos Enciclopedia de los Municipios de México (Encyclopedia of Mexican Municipalities)